# Marcus Daniell
Marcus Daniell, né le 9 novembre 1989 à Masterton, est un joueur de tennis néo-zélandais, professionnel entre 2008 et 2025.

## Biographie
Marcus Daniell est le fils de Derek Daniell, fermier et homme d'affaires originaire de Wairarapa. Il est un des plus importants éleveur de moutons de Nouvelle-Zélande. Sa mère Christine est écrivaine. Il a commencé à jouer au tennis sur le court de la ferme familiale.
Il est membre de l'ATP Player Council depuis 2021. Il reçoit à la fin de l'année l'ATP Awards Arthur Ashe Humanitarian Award pour avoir fondé l'organisation High Impact Athletes permettant à des sportifs de donner une partie de leurs revenus afin de soutenir des programmes caritatifs.
Pour sa dernière saison en 2024, il annonce reverser la moitié de ses gains à des œuvres de charité. En août, il est élu membre de la commission des athlètes du Comité international olympique.

## Carrière
Après avoir passé plusieurs années à tourner au-delà de la 500e place en simple, Marcus Daniell s'est spécialisé dans le double en 2015, discipline dans laquelle il a remporté cinq titres sur le circuit ATP. Il s'est dans un premier temps distingué en 2010 en remportant le tournoi d'Auckland avec un statut de wild card. Avec son compatriote Artem Sitak, il remporte deux autres titres à Montpellier et Stuttgart. Depuis, il a connu pour principaux partenaires Marcelo Demoliner, Wesley Koolhof et Philipp Oswald.
Dans les tournois du Grand Chelem, il est quart de finaliste de l'Open d'Australie 2018, du tournoi de Wimbledon 2019 et de l'Open d'Australie 2021.
Il a remporté huit tournois Challenger en double : West Lakes et Granby en 2014, Ilkley en 2015, Puebla et San Luis Potosí en 2016, Irving et Surbiton en 2017 et Murcie en 2019. En simple, il compte à son palmarès deux tournois ITF remportés dans la ville d'Ilkley en 2013 et 2014.
Depuis 2010, il fait partie de l'équipe de Nouvelle-Zélande de Coupe Davis où il joue essentiellement les matchs de double, associé à Artem Sitak ou Michael Venus.
En 2021, il permet à la Nouvelle-Zélande de décrocher sa première médaille olympique en tennis en obtenant une médaille de bronze lors des Jeux olympiques de Tokyo en double avec Michael Venus.
Deux opérations au genou lui font manquer plusieurs saisons. Il met fin à sa carrière lors du tournoi d'Auckland en janvier 2025.

## Palmarès

### Titres en double
| No | Date       | Nom et lieu du tournoi                               | Catégorie | Dotation  | Surface      | Partenaire     | Finalistes                        | Score             |          |
| -- | ---------- | ---------------------------------------------------- | --------- | --------- | ------------ | -------------- | --------------------------------- | ----------------- | -------- |
| 1  | 11-01-2010 | Heineken Open Auckland                               | ATP 250   | 355 500 $ | Dur (ext.)   | Horia Tecău    | Marcelo Melo Bruno Soares         | 7-5, 6-4          | Parcours |
| 2  | 02-02-2015 | Open Sud de France Montpellier                       | ATP 250   | 439 405 € | Dur (int.)   | Artem Sitak    | Dominic Inglot Florin Mergea      | 3-6, 6-4, [16-14] | Parcours |
| 3  | 06-06-2016 | MercedesCup Stuttgart                                | ATP 250   | 606 525 € | Gazon (ext.) | Artem Sitak    | Oliver Marach Fabrice Martin      | 64-7, 6-4, [10-8] | Parcours |
| 4  | 31-12-2018 | Brisbane International Brisbane                      | ATP 250   | 527 880 $ | Dur (ext.)   | Wesley Koolhof | Rajeev Ram Joe Salisbury          | 6-4, 7-66         | Parcours |
| 5  | 12-10-2020 | Forte Village Sardegna Open Santa Margherita di Pula | ATP 250   | 271 345 € | Terre (ext.) | Philipp Oswald | Juan Sebastián Cabal Robert Farah | 6-3, 6-4          | Parcours |

### Finales en double
| No | Date       | Nom et lieu du tournoi              | Catégorie | Dotation    | Surface      | Vainqueurs                           | Partenaire        | Score             |          |
| -- | ---------- | ----------------------------------- | --------- | ----------- | ------------ | ------------------------------------ | ----------------- | ----------------- | -------- |
| 1  | 11-07-2016 | SkiStar Swedish Open Båstad         | ATP 250   | 463 520 €   | Terre (ext.) | Marcel Granollers David Marrero      | Marcelo Demoliner | 6-2, 6-3          | Parcours |
| 2  | 27-02-2017 | Brasil Open São Paulo               | ATP 250   | 455 565 $   | Terre (ext.) | Rogério Dutra Silva André Sá         | Marcelo Demoliner | 7-65, 5-7, [10-7] | Parcours |
| 3  | 21-05-2017 | Open Parc Auvergne-Rhône-Alpes Lyon | ATP 250   | 482 060 €   | Terre (ext.) | Andrés Molteni Adil Shamasdin        | Marcelo Demoliner | 6-3, 3-6, [10-5]  | Parcours |
| 4  | 25-09-2017 | Chengdu Open Chengdu                | ATP 250   | 1 028 885 $ | Dur (ext.)   | Jonathan Erlich Aisam-Ul-Haq Qureshi | Marcelo Demoliner | 6-3, 7-63         | Parcours |
| 5  | 19-02-2018 | Open 13 Provence Marseille          | ATP 250   | 645 485 €   | Dur (int.)   | Raven Klaasen Michael Venus          | Dominic Inglot    | 62-7, 6-3, [10-4] | Parcours |
| 6  | 15-10-2018 | Intrum Stockholm Open Stockholm     | ATP 250   | 612 755 €   | Dur (int.)   | Luke Bambridge Jonny O'Mara          | Wesley Koolhof    | 7-5, 7-68         | Parcours |
| 7  | 22-04-2019 | Hungarian Open Budapest             | ATP 250   | 524 340 €   | Terre (ext.) | Ken Skupski Neal Skupski             | Wesley Koolhof    | 6-3, 6-4          | Parcours |
| 8  | 10-06-2019 | Libéma Open Bois-le-Duc             | ATP 250   | 635 750 €   | Gazon (ext.) | Dominic Inglot Austin Krajicek       | Wesley Koolhof    | 6-4, 4-6, [10-4]  | Parcours |
| 9  | 13-01-2020 | ASB Classic Auckland                | ATP 250   | 546 355 $   | Dur (ext.)   | Luke Bambridge Ben McLachlan         | Philipp Oswald    | 7-63, 6-3         | Parcours |
| 10 | 08-03-2021 | Qatar ExxonMobil Open Doha          | ATP 250   | 1 153 560 $ | Dur (ext.)   | Aslan Karatsev Andrey Rublev         | Philipp Oswald    | 7-5, 6-4          | Parcours |

## Parcours dans les tournois duGrand Chelem

### En double messieurs
| Année | Open d'Australie             | Open d'Australie            | Internationaux de France     | Internationaux de France  | Wimbledon                   | Wimbledon                    | US Open                     | US Open                   |
| ----- | ---------------------------- | --------------------------- | ---------------------------- | ------------------------- | --------------------------- | ---------------------------- | --------------------------- | ------------------------- |
| 2015  | —                            | —                           | 1er tour (1/32) S. Darcis    | M. Matkowski N. Zimonjić  | 1/8 de finale M. Demoliner  | J. Erlich P. Petzschner      | 2e tour (1/16) J. Marray    | P. Oswald A. Shamasdin    |
| 2016  | 1er tour (1/32) Artem Sitak  | Raven Klaasen Rajeev Ram    | 1/8 de finale Brian Baker    | R. Bopanna F. Mergea      | 1er tour (1/32) Brian Baker | J. S. Cabal Robert Farah     | 1/8 de finale Brian Baker   | Jamie Murray Bruno Soares |
| 2017  | 1/8 de finale M. Demoliner   | Sam Groth C. Guccione       | 1er tour (1/32) M. Demoliner | Ivan Dodig M. Granollers  | 1/8 de finale M. Demoliner  | Ken Skupski Neal Skupski     | 2e tour (1/16) M. Demoliner | Jamie Murray Bruno Soares |
| 2018  | 1/4 de finale D. Inglot      | O. Marach Mate Pavić        | —                            | —                         | 1er tour (1/32) W. Koolhof  | Sriram Balaji Vishnu Vardhan | 2e tour (1/16) W. Koolhof   | Jamie Murray Bruno Soares |
| 2019  | 2e tour (1/16) W. Koolhof    | Raven Klaasen Michael Venus | 2e tour (1/16) W. Koolhof    | Łukasz Kubot Marcelo Melo | 1/4 de finale W. Koolhof    | Ivan Dodig Filip Polášek     | 1er tour (1/32) Ken Skupski | Marius Copil Nick Kyrgios |
| 2020  | 1er tour (1/32) P. Oswald    | M. Granollers H. Zeballos   | 1er tour (1/32) P. Oswald    | Mate Pavić Bruno Soares   | Annulé                      | Annulé                       | 1/8 de finale P. Oswald     | C. Eubanks M. McDonald    |
| 2021  | 1/4 de finale P. Oswald      | Rajeev Ram Joe Salisbury    | 2e tour (1/16) P. Oswald     | R. Arneodo Benoît Paire   | 2e tour (1/16) P. Oswald    | Tomislav Brkić Nikola Čačić  | 2e tour (1/16) M. Demoliner | P.-H. Herbert N. Mahut    |
| 2022  | 2e tour (1/16) F. Nielsen    | Rajeev Ram J. Salisbury     | —                            | —                         | —                           | —                            | —                           | —                         |
|       |                              |                             |                              |                           |                             |                              |                             |                           |
| 2024  | 1er tour (1/32) M. Demoliner | J. Millman E. Winter        | 2e tour (1/16) M. McDonald   | M. Arévalo Mate Pavić     | 1er tour (1/32) T. Arribagé | J. Cash R. Galloway          |                             |                           |

N.B. : le nom du partenaire se trouve sous le résultat ; le nom des ultimes adversaires se trouve à droite.

### En double mixte
| Année | Open d'Australie         | Open d'Australie         | Internationaux de France | Internationaux de France | Wimbledon                    | Wimbledon                   | US Open                  | US Open                 |
| ----- | ------------------------ | ------------------------ | ------------------------ | ------------------------ | ---------------------------- | --------------------------- | ------------------------ | ----------------------- |
| 2017  | —                        | —                        | —                        | —                        | 1er tour (1/32) Darija Jurak | L. Kichenok Mate Pavić      | —                        | —                       |
| 2018  | 1er tour (1/16) Xu Yifan | E. Makarova Bruno Soares | —                        | —                        | 2e tour (1/16) N. Kichenok   | A. Spears J. S. Cabal       | —                        | —                       |
| 2019  | —                        | —                        | —                        | —                        | 3e tour (1/8) J. Brady       | Yang Zhaoxuan M. Middelkoop | 1er tour (1/16) D. Jurak | G. Dabrowski Mate Pavić |

N.B. : le nom de la partenaire se trouve sous le résultat ; le nom des ultimes adversaires se trouve à droite.

## Classements ATP en fin de saison
| Année          | 2007 | 2008 | 2009 | 2010 | 2011 | 2012 | 2013 | 2014 | 2015 | 2016 | 2017 | 2018 | 2019 | 2020 | 2021 | 2022 | 2023 | 2024 |
| Rang en simple | 1461 | 833  | 737  | 783  | 724  | 755  | 557  | 527  | –    | –    | –    | –    | –    | –    | –    | –    | –    | –    |
| Rang en double | –    | 1413 | 679  | 210  | 634  | 398  | 369  | 112  | 76   | 50   | 37   | 51   | 43   | 45   | 51   | 409  | –    | 224  |

Source : (en) Classements de Marcus Daniell sur le site officiel de la Fédération internationale de tennis